# Duenos-inscriptie

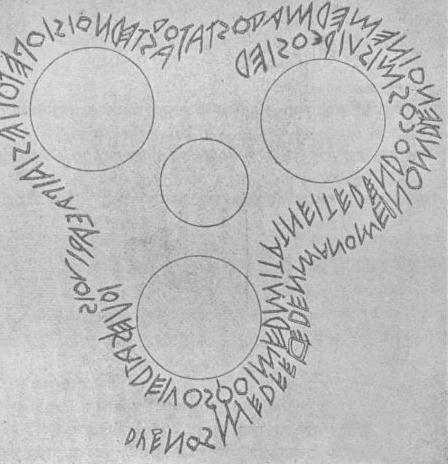
De Duenos inscriptie, zoals vastgelegd door Heinrich Dressel.

De Duenos-inscriptie is een van de oudste Latijnse teksten, daterend van de 6e eeuw v.Chr. De tekst is ingekerfd in de zijkant van een kernos of set vazen samengehouden door klei, die in 1880 door Heinrich Dressel op de Quirinaal in Rome werd gevonden. Tot de Duitse hereniging en de daaropvolgende herinrichting van musea stond hij in de Staatliche Museen in Berlijn (inventaris nr. 30894,3).
De inscriptie is moeilijk te vertalen doordat sommige letters met moeite te onderscheiden zijn, doordat de taal een oude vorm van het Latijn is en doordat spaties als woordscheiding ontbreken.

## Vertalingen
Hieronder de transcriptie en een van de interpretaties:
a. de directe transcriptie,
b. directe transcriptie met mogelijke macrons en woordscheidingen,
c. een speculatieve interpretatie en vertaling in het klassieke Latijn,
d. een Nederlandse vertaling van die transcriptie, interpretatie en vertaling.
Regel 1:
a. IOVESATDEIVOSQOIMEDMITATNEITEDENDOCOSMISVIRCOSIED
b. iouesāt deivos qoi mēd mitāt, nei tēd endō cosmis vircō siēd
c. Iurat deos qui me mittit, ni in te (=erga te) comis virgo sit
d. Degene die mij stuurt zweert bij de goden, als het meisje niet vriendelijk is tegen jou
Regel 2:
a. ASTEDNOISIOPETOITESIAIPACARIVOIS
b. as(t) tēd noisi o(p)petoit esiāi pācā riuois
c. at te (...) paca rivis
d. zonder jou (...) rustig met [deze] stromen
Regel 3:
a. DVENOSMEDFECEDEN MANOMEINOMDVENOINEMEDMALOSTATOD
b. duenos mēd fēced en mānōm einom duenōi nē mēd malo(s) statōd
c. Bonus me fecit inmanom einom bono, ne me malus (tollito, clepito)
d. het goede heeft mij gemaakt voor een goed doel, moge een kwade mij niet wegnemen.